# Татушин, Борис Георгиевич
Бори́с Гео́ргиевич Тату́шин (31 марта 1933, Москва — 15 января 1998, там же) — советский футболист и тренер. Олимпийский чемпион 1956 года. Заслуженный мастер спорта СССР (1957; лишён звания в 1958, позднее восстановлен). Мастер спорта СССР (1955).

## Клубная карьера
Воспитанник московской команды «Буревестник».
С 1951 года являлся игроком московского «Спартака». В сезонах 1951/52 — 1952/53 играл также за хоккейный «Спартак».
26 мая 1958 года вместе с игроками сборной Стрельцовым и Огоньковым был арестован по обвинению в изнасиловании, но вскоре выяснилось, что Татушин непричастен к преступлению. Несмотря на это, он был дисквалифицирован.
Работал закройщиком в ателье. В 1961 году ему разрешили вернуться в «Спартак», восстановили звание заслуженного мастера спорта. Играть закончил в 30-летнем возрасте в Кишинёве.

## Карьера в сборной
В составе национальной сборной провёл 25 матчей, забил 7 мячей.
Победитель Спартакиады народов СССР 1956 в составе сборной Москвы.

## Тренерская карьера
В 1968 году окончил школу тренеров при МОГИФК. С 1975 по 1977 год тренировал орловский «Спартак». В следующем году возглавил новомосковский «Химик». В 1980 году тренировал владивостокский «Луч». Тренировал также клубные команды в Истре, Дедовске, Наро-Фоминске (1964—1974), «Алай» (Ош, Киргизский ССР 1961 год).

## Достижения
- Чемпион СССР (3): 1953, 1956, 1958
- Олимпийский чемпион: 1956

## Награды
- Орден «Знак Почёта» (27.04.1957) — «за успехи, достигнутые в деле развития массового физкультурного движения в стране, повышения мастерства советских спортсменов, и успешное выступление на международных соревнованиях»

## Киновоплощения
- Сергей Ефремов — «В созвездии Стрельца», 2018 год[источник не указан 2241 день].